# 세파마이신

세파마이신의 중심 구조.

세파마이신(Cephamycins)은 베타-락탐 계열 항생제의 한 그룹이다. 세팔로스포린과 매우 유사하여, 세팔로스포린의 일부로 분류되는 경우도 있다.
세팔로스포린과 마찬가지로, 세파마이신의 기본 구조는 세펨 핵이다. 세파마이신은 7-알파 위치에 메톡시기를 가진다. 이 7-알파 위치의 메톡시기는 베타-락타메이스에 대한 저항성을 부여하는 역할을 한다. 또한 세파마이신은 세팔로스포린과 달리 박테로이데스 프라길리스(Bacteroides fragilis) 같은 혐기성 세균에 대한 효과가 좋다.

## 목록
세파마이신의 종류는 다음과 같다.
- 세폭시틴[3]
- 세포테탄[4]
- 세프메타졸[5]